# آکوکوچا (لیما)
آکوکوچا (به اسپانیایی: Aququcha) یک کوه در پرو است که در Peru, Lima Region واقع شده‌است. آکوکوچا ۵٬۰۰۰ متر بالاتر از سطح دریا واقع شده‌است.